# نیل وود
نیل وود (انگلیسی: Neil Wood؛ زادهٔ ۴ ژانویهٔ ۱۹۸۳) بازیکن فوتبال بازنشسته اهل بریتانیا است.
از باشگاه‌هایی که در آن بازی کرده است می‌توان به باشگاه فوتبال رویال آنتورپ، باشگاه فوتبال کاونتری سیتی، باشگاه فوتبال ژلیزنیچار سارایوو، باشگاه فوتبال پیتربورو یونایتد، باشگاه فوتبال اولدهام اتلتیک، باشگاه فوتبال آترستون تاون، باشگاه فوتبال بلکپول، باشگاه فوتبال برنلی، باشگاه فوتبال منچستر یونایتد و باشگاه فوتبال بولهال سویفتس اشاره کرد.
وی همچنین در تیم ملی فوتبال زیر ۱۶ سال انگلستان بازی کرده است.